# Ashoroa laticosta
Ashoroa laticosta è un mammifero marino estinto, appartenente ai desmostili. Visse nell'Oligocene inferiore - superiore (circa 29-27 milioni di anni fa) e i suoi resti fossili sono stati ritrovati in Giappone.

## Descrizione
Questo animale doveva assomigliare a un piccolo ippopotamo dalle zampe palmate; la lunghezza di Ashoroa non doveva superare i 170 centimetri, e rappresenta quindi il più piccolo desmostilo noto. È noto grazie a uno scheletro parziale comprendente una costola, un omero, un femore e tre vertebre, sufficienti a permettere una ricostruzione ipotetica dell'animale sulla base di un raffronto con altri desmostili meglio conosciuti, come Paleoparadoxia. Si pensa che, come tutti i desmostili, Ashoroa possedesse un muso allungato e dotato di zanne sporgenti in avanti, e di denti posteriori a forma di colonne ravvicinate. Ashoroa possedeva ossa pachiosteosclerotiche (espanse e dense). Rispetto ad altri desmostili, Ashoroa era dotato di costole più larghe, simili a quelle dei sireni, e molto dense; in quest'ultima caratteristica Ashoroa ricordava l'arcaico Behemotops e Paleoparadoxia, ma anche alcuni mammiferi semiacquatici attuali quali il castoro e l'ippopotamo, ma non i sireni (che hanno ossa ancor più dense). Le ossa lunghe erano prive di cavità interne, come in Paleoparadoxia e in Desmostylus, e il pattern trabeculare era differente da quello di Behemotops (Hayashi et al., 2013).

Fossile di Ashoroa laticosta

La morfologia dell'omero di Ashoroa era piuttosto simile a quella di desmostili derivati come Paleoparadoxia e Archaeoparadoxia, ma il tubercolo inferiore era sviluppato in modo tale da coprire il solco intertubercolare ed era molto simile a quello di alcuni equidi di piccole dimensioni, come Mesohippus e Merychippus. La cresta dell'omero era prominente ed era più alta e lunga rispetto a quella di Paleoparadoxia e di Neoparadoxia, ed era anche più robusta rispetto a quella di Behemotops (Matsui, 2017).

## Classificazione
Ashoroa è considerato il più piccolo e antico rappresentante dei desmostili, un gruppo di mammiferi acquatici dall'incerta collocazione sistematica, vissuti tra l'Oligocene e il Miocene. Ashoroa, secondo le classificazioni più recenti, è ritenuto un membro basale della famiglia Desmostylidae, e quindi più derivato rispetto a desmostili primitivi quali Behemotops e Seuku (Matsui e Tsuihiji, 2019).
Ashoroa laticosta è stato descritto per la prima volta nel 2000, sulla base di resti fossili ritrovati nella zona di Ashoro (Hokkaidō, Giappone), nella formazione Morewan.

## Paleoecologia
Si ritiene che Ashoroa, come Behemotops e Paleoparadoxia, fosse un nuotatore che viveva in acque basse, che si spostava lentamente a una profondità desiderata o che camminava sul fondale in cerca di cibo come piante acquatiche (Hayashi et al., 2013).